# Cerdistus rusticanoides
Cerdistus rusticanoides är en tvåvingeart som beskrevs av Hardy 1926. Cerdistus rusticanoides ingår i släktet Cerdistus och familjen rovflugor. Inga underarter finns listade i Catalogue of Life.